# Pseudagrion rubridorsum
Pseudagrion rubridorsum är en trollsländeart som beskrevs av Boris Ivan Balinsky 1963. Pseudagrion rubridorsum ingår i släktet Pseudagrion och familjen dammflicksländor. Inga underarter finns listade i Catalogue of Life.